# Georgi Mamalew
Georgi Mamalew, auch Georgi Mamalev, bulgarisch Георги Анастасов Мамалев (* 5. August 1952 in Marmatschewo, Bulgarien) ist ein bulgarischer Schauspieler und Komiker.

## Leben
Im Jahr 1977 schloss Georgi Mamalew die Nationale Akademie für Theater- und Filmkunst in Sofia ab. Seither spielt er am Nationaltheater Ivan Wassow in Sofia. Zu noch größerer Bekanntheit verhalf ihm sein Mitwirken an einer Vielzahl bekannter Filme des bulgarischen Kinos und Fernsehens, wie beispielsweise in seinen Rollen als „Goscho“ in Orchester ohne Name (bulg. Оркестър без име) 1982, als Prinz Alfonso in Die 13. Verlobte des Prinzen (bulg. 13-ата годеница на принца) 1987, als Stefan Stambolow in Aufzeichnungen der Bulgarischen Aufstände (bulg. Записки по българските въстания) 1976 und Hauptmann Mortimer in Letzte Wünsche (bulg. Последни желания) 1983. Zusammen mit Pawel Popandow und Welko Kanew hat Mamalew die bekannte Kabarettgruppe „NLO“ (bulgarisch für „UFO“) gegründet, aus der später die Fernsehserie Club NLO (bulg. Клуб НЛО) hervorging. Sein komödiantisches Talent beweist Mamalew seit 2002 auch in seinem Solo-Kabarettprogramm „Verstehst Du mich auch richtig?“ (bulg. Разбираш ли ме правилно?), mit dem er auch erfolgreich in den USA, Großbritannien, Deutschland und Polen gastierte.